# Abdulla Qahhor

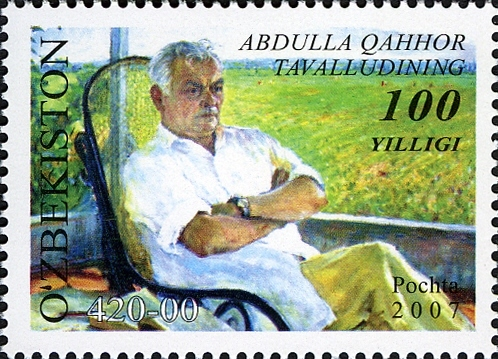
Briefmarke mit Abdulla Qahhor (2007)

Abdulla Qahhor (kyrillisch Абдулла Қаҳҳор, russisch Абдулла Каххар Abdulla Kachchar; * 17. September 1907 in Qoʻqon; † 24. Mai 1968 in Moskau) war ein usbekisch-sowjetischer Schriftsteller, Dramatiker und Übersetzer. Er wurde 1967 als Volksschriftsteller der Usbekischen SSR ausgezeichnet und erhielt 1952 den Stalinpreis III. Klasse.

## Leben
Abdulla Qahor wurde im September 1907 in Qoʻqon in die Familie des Schmieds Abdukahhar Jalilov hinein geboren. Die Schule besuchte er von 1919 bis 1924.
Nach Abschluss der Pädagogischen Fachschule von Kokand arbeitete er von 1924 bis 1926 erst im Komsomol-Komitee von Kokand, dann in der Redaktion der Zeitung Kysil Uzbekistan in Taschkent.
Von 1926 bis 1934 studierte er an der RabFak und danach an der pädagogischen Fakultät der Ersten zentralasiatischen staatlichen Universität.
Von 1934 bis 1938 war er verantwortlicher Sekretär der Redaktion der Zeitschrift Sowet Adabijoti (Совет Адабиёти), von 1938 bis 1939 leitete er den literarischen Teil des Usbekischen Akademischen Schauspielhauses Hamza. Seit 1939 arbeitete er als Redakteur und Übersetzer in usbekischen Verlagen.
Qahhor war seit 1952 Mitglied der KPdSU. Im Jahr 1955 wurde er zum Abgeordneten des Obersten Sowjets der Usbekischen SSR gewählt.
Er starb am 24. Mai 1968 in Moskau. Er ist in Taschkent auf dem Chigatai-Friedhof begraben.

## Auszeichnungen
- Stalinpreis III. Klasse (1952) für das Stück Auf einer neuen Erde (1950)[5]
- Orden des Roten Banners der Arbeit (6. Dezember 1951; 16. September 1957; 8. September 1967)[6]
- Ehrenzeichen der Sowjetunion (31. Januar 1939)
- Volksschriftsteller der Usbekischen SSR (1967)[3]
- Orden für herausragende Verdienste (25. August 2000, posthum)[7]

## Erinnerung und Ehrung
Abdulla Qahor gilt als hervorragender Erzähler in der usbekischen Literatur. Es wird mitunter „Tschechow“ genannt.
Seit 1987 gibt es in Taschkent ein Museum über Qahhor, das in dessen früherem Wohnhaus eingerichtet wurde.

## Werke (Auswahl)
- 1924: Qizil Oʻzbekiston
- 1924: Mushtum
- 1935: Sarob
- 1936: Oʻgʻri
- 1936: Bemor
- 1951: Qoʻshchinor chiroqlari
- 1965: Oʻtmishdan ertaklar
- 1968: Muhabbat

### Übersetzungen
Qahhor übersetzte Werke russischer und sowjetischer Literatur ins Usbekische wie Die Hauptmannstochter (Капитанская дочка) von A. S. Puschkin, Der Revisor (Ревизор) und Die Heirat (Женитьба) von N. W. Gogol, Krieg und Frieden (Война и мир) von Leo Tolstoi, Der eiserne Strom (Железный поток) von A. S. Serafimowitsch, Meine Universitäten (Мои университеты) von M. Gorki und Werke von A. P. Tschechow, M. S. Schaginjan, K. A. Trenjow.